# Nicolas Charles
Nicolas Joseph Charles , né à Liège, le 6 décembre 1845 et y décédé le 14 novembre 1932 fut un homme politique belge francophone libéral.
Il fut docteur en médecine et professeur à 'ULg; directeur politique de La Justice.
Il fut conseiller communal de Liège et membre du parlement[Lequel ?].

## Sources
- Het Belgisch parlement 1894-1969, P.Van Molle, Gand, Erasmus, 1969.
- Biografisch repertorium der Belgische parlementairen, senatoren en volksvertegenwoordigers 1830 tot 1.8.1965, R. Devuldere, Gand, R.U.G., thèse de licence en histoire inédite, 1965.